# Crinum zeylanicum
Crinum zeylanicum là một loài thực vật có hoa trong họ Amaryllidaceae. Loài này được (L.) L. mô tả khoa học đầu tiên năm 1767.

## Hình ảnh

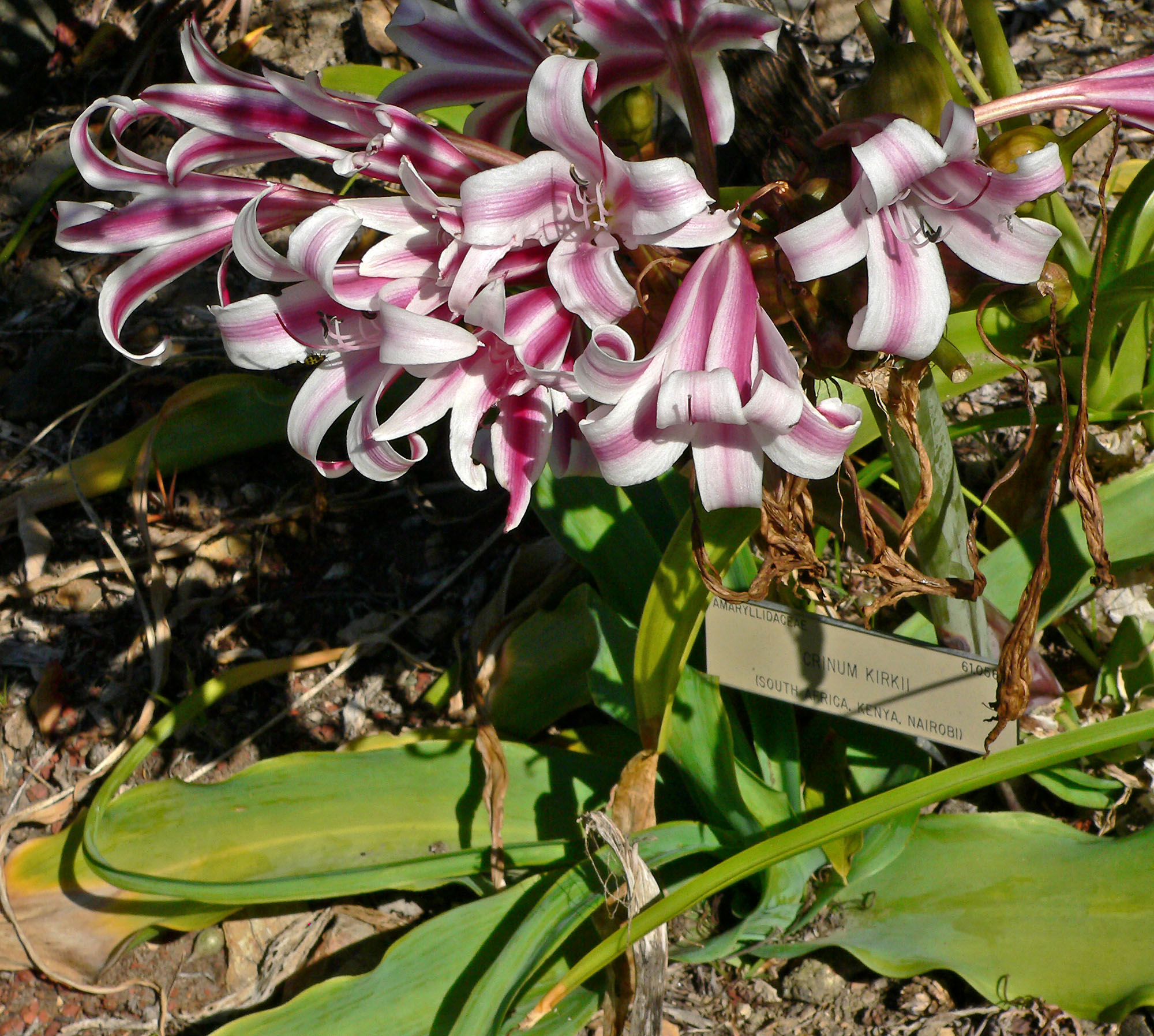
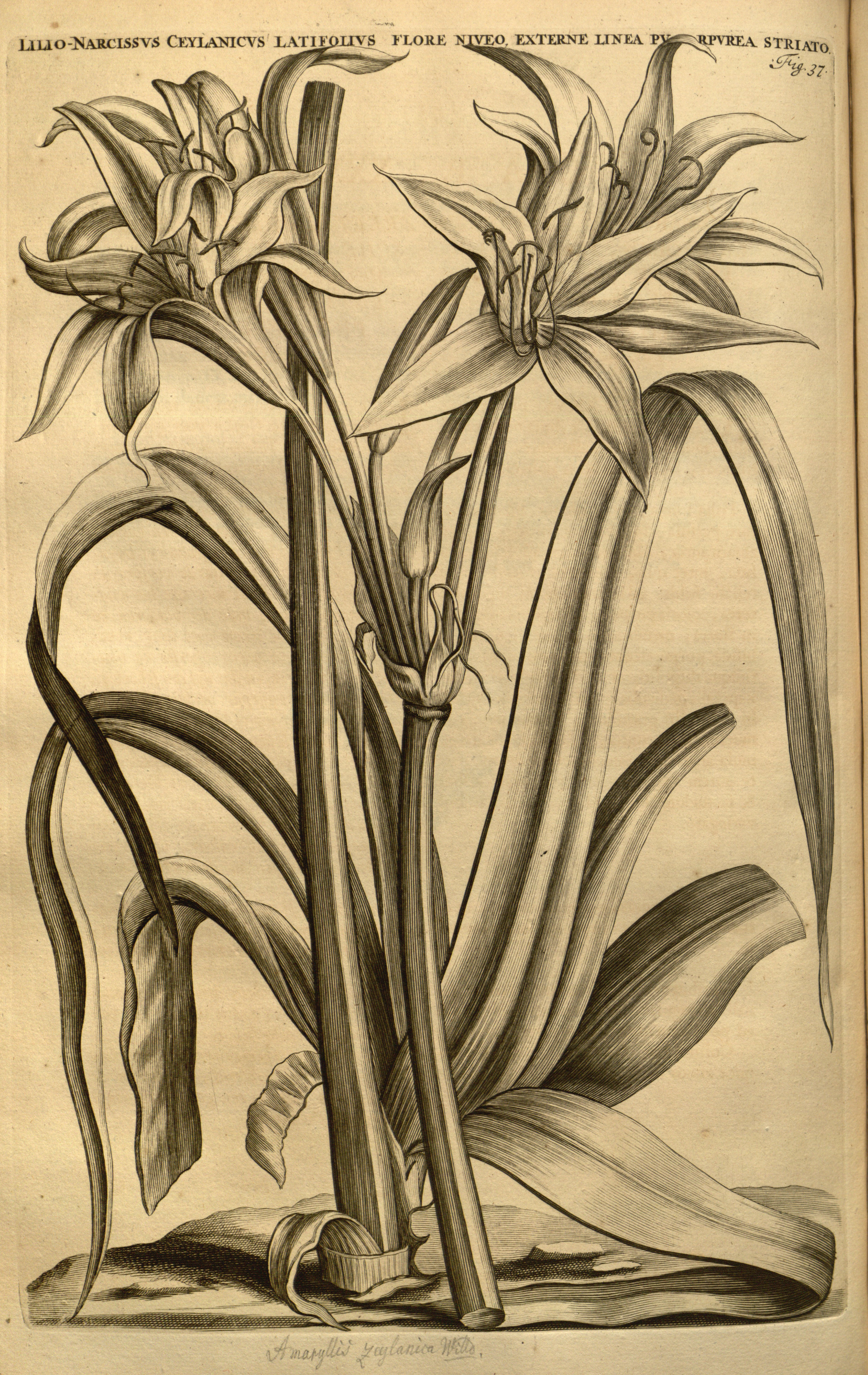